# Game for Sale
Albums par Daz Dillinger
R.A.W.
(2000) Who Ride wit Us: Tha Compalation, Vol. 1
(2001)
Albums par JT the Bigga Figga
Operation Takeover
(2000) Hustle Relentless
(2002)
Albums par Daz Dillinger & JT the Bigga Figga
Long Beach 2 Fillmoe
(2001)
Game for Sale est le deuxième album collaboratif de Daz Dillinger et JT the Bigga Figga, sorti le 6 mars 2001.
L'album s'est classé 37e au Top Independent Albums et 80e au Top R&B/Hip-Hop Albums.

## Liste des titres
| No  | Titre                                                                            | Durée |
| --- | -------------------------------------------------------------------------------- | ----- |
| 1.  | Independent Bubble (featuring E-40 et San Quinn)                                 | 3:01  |
| 2.  | I'm a Boss (featuring C-Bo, Yukmouth et Dru Down)                                | 3:58  |
| 3.  | They Know                                                                        | 3:59  |
| 4.  | Makin' Moves (featuring San Quinn et Sean T)                                     | 4:38  |
| 5.  | Balled Out (featuring San Quinn)                                                 | 3:15  |
| 6.  | What We Came Fo' (featuring Guce et Tha Gamblaz)                                 | 3:00  |
| 7.  | Game 4 Sale (featuring Mac Mall, Yukmouth et Sean T)                             | 4:44  |
| 8.  | I Ain't Tryin' (featuring Lajoi)                                                 | 4:00  |
| 9.  | Southern Expozure (featuring San Quinn et Mississippi)                           | 2:30  |
| 10. | Lovin' It (featuring Tha Gamblaz et Troopa)                                      | 4:14  |
| 11. | Sweet Love (featuring Kurupt et Rappin' 4-Tay)                                   | 4:48  |
| 12. | Geez to Get (featuring Killa Tay et Tha Gamblaz)                                 | 4:15  |
| 13. | Who Got My Back (featuring Tha Gamblaz)                                          | 4:13  |
| 14. | Which Way Did He Run (featuring Tha Gamblaz)                                     | 4:45  |
| 15. | It Ain't for the Play (featuring Tha Gamblaz)                                    | 3:58  |
| 16. | Change the Game (Remix) (featuring Jay-Z, Kurupt, Memphis Bleek et Beanie Sigel) | 3:34  |